# Deklaration von Helsinki
Als Deklaration von Helsinki wird eine Deklaration des Weltärztebundes zu Ethischen Grundsätzen für die medizinische Forschung am Menschen bezeichnet. Sie wurde von der 18. Generalversammlung des Weltärztebundes in Helsinki im Juni 1964 verabschiedet. Der Text wurde mehrmals revidiert:
- im Oktober 1975 durch die 29. Generalversammlung in Tokio, Japan (Deklaration von Tokio)
- im Oktober 1983 durch die 35. Generalversammlung in Venedig, Italien
- im September 1989 durch die 41. Generalversammlung in Hongkong
- im Oktober 1996 durch die 48. Generalversammlung in Somerset West, Republik Südafrika
- im Oktober 2000 durch die 52. Generalversammlung in Edinburgh, Schottland
- Eine Klarstellung (Note of Clarification) zu der Verwendung von placebo-kontrollierten Versuchen (Paragraph 29) wurde im Oktober 2002 in Washington vorgenommen.
- Eine Klarstellung (Note of Clarification) zu Paragraph 30 wurde 2004 in Tokio vorgenommen. Hierin wird nochmals beteuert, dass nach Ende der Studie der Patient Zugang zu den am wirksamsten erwiesenen prophylaktischen, diagnostischen und therapeutischen Verfahren erhalten soll.
- Revision vom Oktober 2008 durch die 59. Generalversammlung in Seoul, Südkorea. Die Klarstellungen von 2002 und 2004 wurden in die Deklaration von Helsinki aufgenommen. Zusätzlich wurde die Registrierung von Studien in Studienregistern eingeführt.
- Revision vom Oktober 2013 durch die 64. Generalversammlung in Fortaleza, Brasilien[1]
- Revision vom Oktober 2024 durch die 75. Generalversammlung in Helsinki, Finnland.

Die Deklaration gilt allgemein als Standard ärztlicher Ethik. Sie wird in vielen Ländern angewendet, allerdings in unterschiedlichen Fassungen. Auch in Deutschland beziehen sich die Ethikkommissionen im Rahmen klinischer Studien derzeit auf verschiedene Revisionen dieser Deklaration. Die World Medical Association (WMA) akzeptiert allerdings nur die jeweils aktuelle Version als gültig. Auch andere Berufsgruppen (z. B. Psychologen), sowie die Deutsche Forschungsgemeinschaft (DFG) und die meisten Forschungseinrichtungen verweisen auch außerhalb des ärztlichen Berufsrechts in ihren Leitlinien und Richtlinien zur Einhaltung der Guten Wissenschaftlichen Praxis auf die Deklaration von Helsinki. 